# Winston-Salem Open 2022
Winston-Salem Open 2022 — тенісний турнір, що проходив на кортах з твердим покриттям у місті Вінстон-Сейлем, США з 22 до 28 серпня. Належав до категорії ATP 250.

## Фінальна частина

### Одиночний розряд
Адріан Маннаріно —  Ласло Дьєр 7–6(7–1), 6–4

### Парний розряд
Меттью Ебден /  Джеймі Маррей —  Юго Нис /  Ян Зелінський 6–4, 6–2